# San Ambrosio, Hidalgo
San Ambrosio är en ort i Mexiko.   Den ligger i kommunen Huehuetla och delstaten Hidalgo, i den sydöstra delen av landet, 170 km nordost om huvudstaden Mexico City. San Ambrosio ligger 717 meter över havet och antalet invånare är 951.
Terrängen runt San Ambrosio är kuperad. Runt San Ambrosio är det ganska tätbefolkat, med 149 invånare per kvadratkilometer. Närmaste större samhälle är Huehuetla, 9,4 km sydväst om San Ambrosio. I omgivningarna runt San Ambrosio växer huvudsakligen savannskog.